# Tregnago
Tregnago est une commune italienne de la province de Vérone dans la région Vénétie en Italie.

## Administration
| Période                                  | Période | Identité | Étiquette | Qualité |
| ---------------------------------------- | ------- | -------- | --------- | ------- |
|                                          |         |          |           |         |
| Les données manquantes sont à compléter. |         |          |           |         |

### Hameaux
Cogollo, Finetti, Marcemigo, Scoronano

### Communes limitrophes
Badia Calavena, Cazzano di Tramigna, Illasi, Mezzane di Sotto, San Giovanni Ilarione, San Mauro di Saline, Vérone, Vestenanova

## Personnalités nées à Tregnago
- Abramo Bartolommeo Massalongo (1824-1860), botaniste spécialisé dans l'étude des lichens et paléontologue.
- Mauro Finetto (1985-) coureur cycliste italien
- Andrea Guardini (1989-), coureur cycliste